# Washan Shuiku
Washan Shuiku (kinesiska: 瓦善水库) är en reservoar i Kina. Den ligger i provinsen Shandong, i den östra delen av landet, omkring 420 kilometer öster om provinshuvudstaden Jinan. Washan Shuiku ligger 103 meter över havet. Arean är 0,77 kvadratkilometer. Trakten runt Washan Shuiku består till största delen av jordbruksmark. Den sträcker sig 1,3 kilometer i nord-sydlig riktning, och 1,3 kilometer i öst-västlig riktning.
Genomsnittlig årsnederbörd är 743 millimeter. Den regnigaste månaden är juli, med i genomsnitt 227 mm nederbörd, och den torraste är januari, med 13 mm nederbörd.